# Ernst Hoeltzer

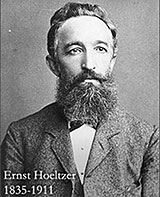
Ernst Hoeltzer, 1870

Ernst Hoeltzer eigentlich Ernst Höltzer (* 7. Januar 1835 in Kleinschmalkalden; † 3. Juli 1911 in Isfahan) war ein deutscher Telegraphist und Fotograf.

## Leben
Von 1844 bis 1848 besuchte er die Salzmannschule in Schnepfenthal bei Gotha. Nach einer Telegraphenausbildung ging er 1863 für das britische Indo-European Telegraph Department in den Iran, um die Telegraphenlinie im Land zu installieren und die staatlichen Angestellten und Ingenieure am Dar-ol Fonun zu unterrichten. Nachdem die Arbeiten 1867 abgeschlossen waren, blieb er als Telegrafist in Dschulfa, einem Vorort von Isfahan. 
1870 heiratete er Maryam Hacknazar (* 1850; † 12. Oktober 1920), eine Armenierin aus Teheran. Aus der Ehe gingen die Kinder Nicola Höltzer (1870–1892), Carl, O.W (1875–1878), Barbara Höltzer (1877–1877), Martha Höltzer (1882–1909) und Gregoris Höltzer (1887–1888) hervor. 
Auf einer kurzen Deutschlandreise lernte Höltzer die Fotografie kennen. Er kaufte sich eine Kamera und alle weiteren Fotoutensilien und nahm sie mit in den Iran. Von 1873 bis 1897 entstanden Tausende von Fotografien. 
Nach seiner Pensionierung und einem kurzen Aufenthalt in Deutschland kehrte er wieder nach Isfahan zurück. Ernst Höltzer verstarb dort am 7. Juli 1911. Er wurde auf dem armenischen Friedhof in Isfahan bestattet.

## Galerie

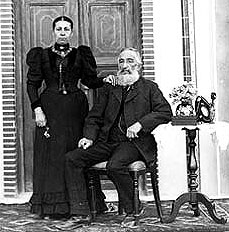
Ernst Höltzer mit seiner Ehefrau vor seinem Haus in Dschulfa
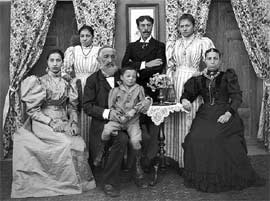
Ernst Höltzer und seine Familie
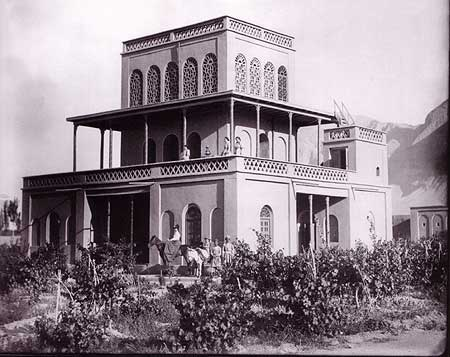
Das Haus von Ernst Höltzer in Isfahan
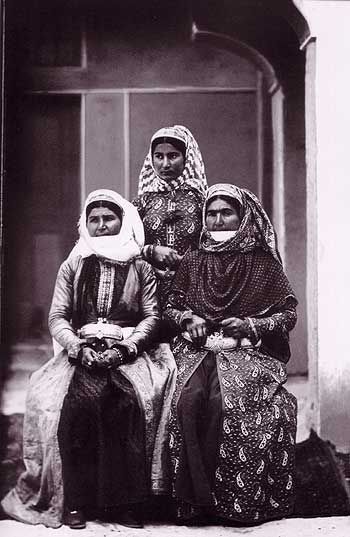
Drei armenische Frauen im Iran
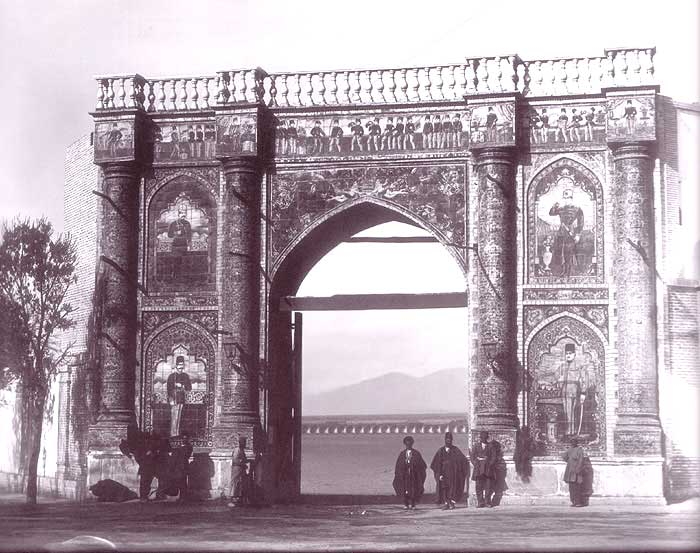
Meydan-e mashq in Teheran
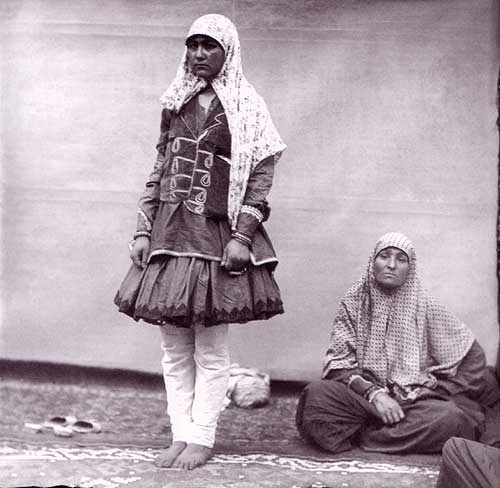
Frauen aus Iran
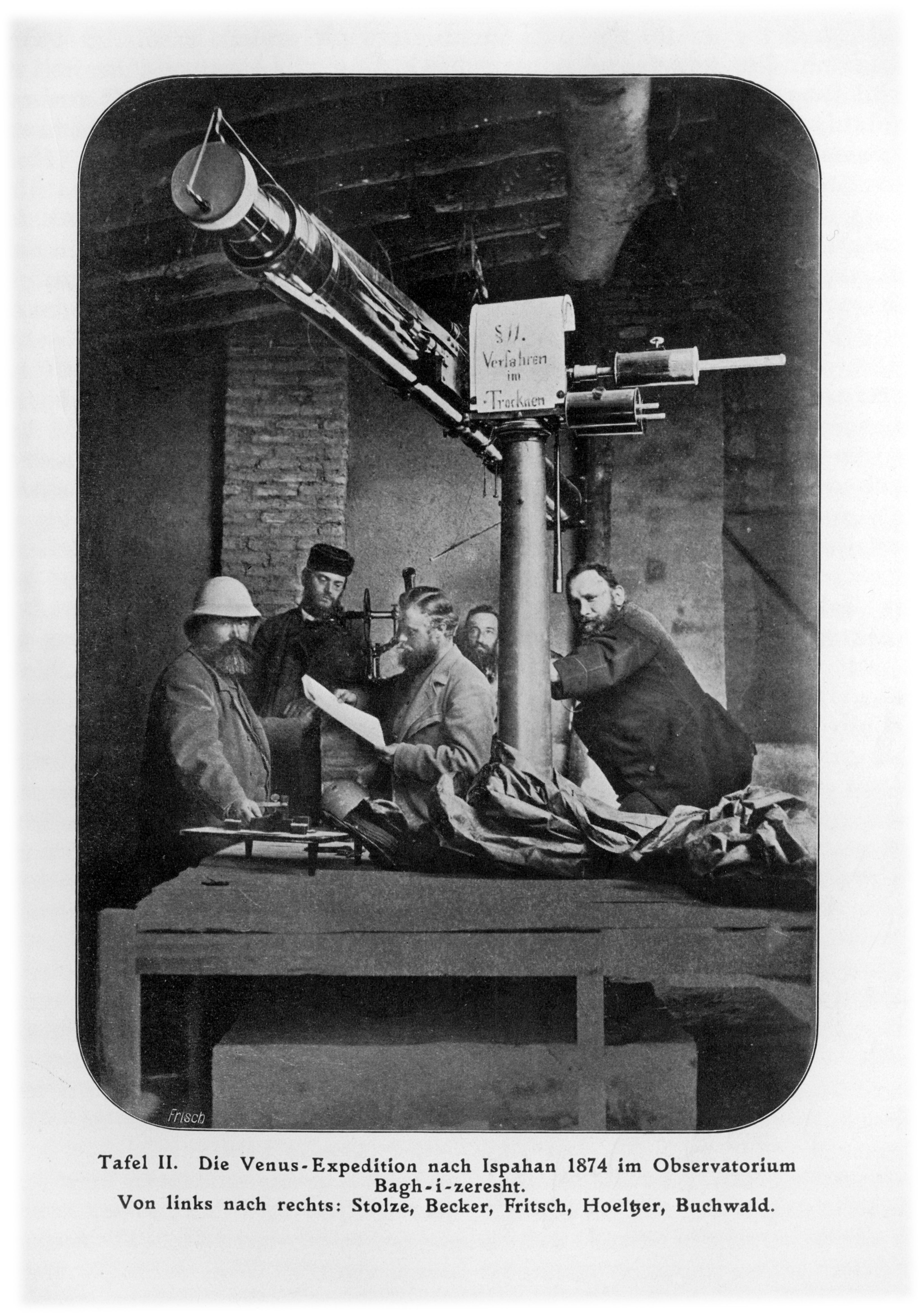
Deutsche Expedition nach Persien beobachtet den Venusdurchgang 1874 in Isfahan
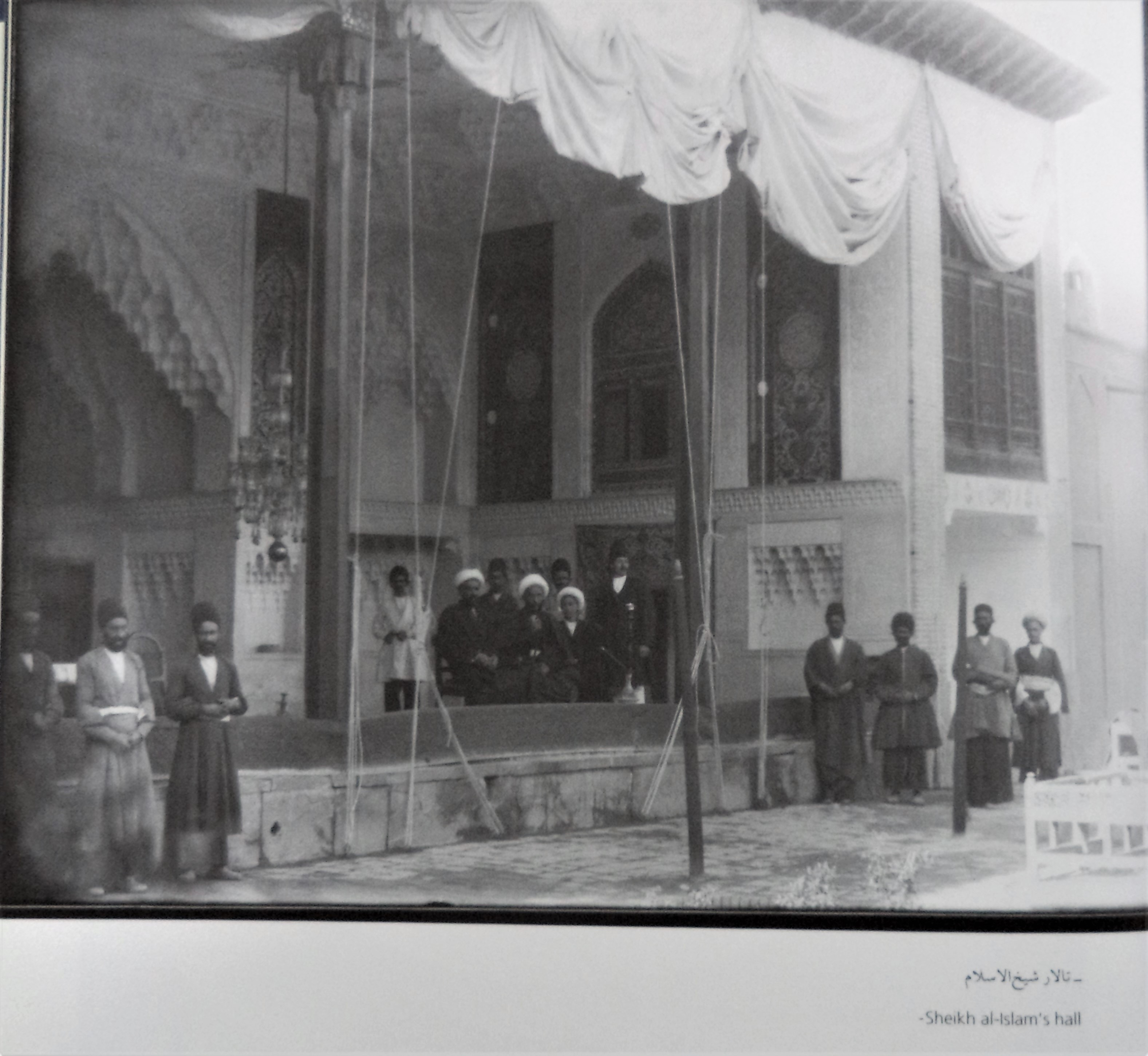
Haus des Scheich ol-Eslam

## Werk
Die Fotoplatten hatte Höltzer nach seiner Pensionierung nach Deutschland gebracht, wo sie allerdings in Vergessenheit gerieten. Erst 1969 wurden ca. 1.000 fotografische Glasplatten im Haus einer Enkelin von Höltzer in fünf Holzkisten verpackt zufällig gefunden. Abzüge dieser Fotos gelangten in den Besitz von Mohammad Assemi, der sie an das Kulturministerium nach Teheran sandte. Eine Auswahl erschien zunächst 1976 unter dem Titel Persien vor 113 Jahren und 2004 unter dem Titel Thousand Sights Of Life. 